# Museo parigino a Roma
Il Museo parigino a Roma è sito in Via Cremona 40.

## Storia
Il museo è stato fondato da Cesare Nissirio, presidente dell'Associazione Athena Parthenos, con lo scopo di raccogliere materiali riconducibili alla cultura parigina tra fine XIX secolo ed inizio XX secolo. Il museo è gemellato con il museo di Montmartre di Parigi.

## Materiale espositivo
Le mostre realizzate dall'associazione Parthenos, sono itineranti. Tra le sezioni delle mostre vi sono:
- La città di Parigi;
- Il teatro e lo spettacolo;
- Il cinema;
- La musica;
- La danza;
- L'arte e l'architettura.